# 特雷格拉米斯
特雷格拉米斯（法語：Tréglamus，法語發音：[tʁeɡlamys] ⓘ）是法国阿摩尔滨海省的一个市镇，位于该省西部，属于甘冈区，同时也是甘冈城市圈的一部分。

## 地理
特雷格拉米斯（48°33'25"N, 3°16'29"W）面积18.79 平方千米，位于法国布列塔尼大區阿摩尔滨海省，该省份为法国西北部沿海省份，位于布列塔尼半岛北部，北濒大西洋英吉利海峡，西接菲尼斯泰尔省，南至莫尔比昂省，东临伊勒-维莱讷省。
与特雷格拉米斯接壤的市镇（或旧市镇、城区）包括：居吕尼埃勒、卢阿尔加特、穆斯泰吕、佩代尔内克、普卢伊西。

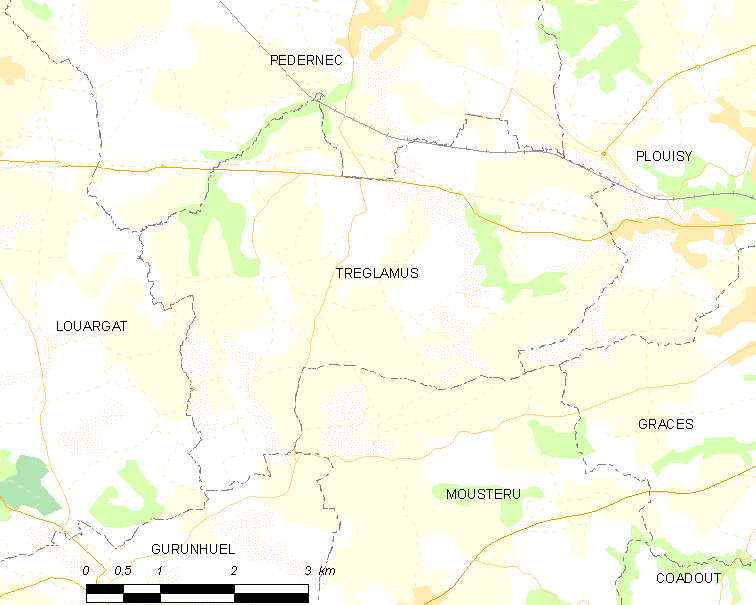
特雷格拉米斯的OSM定位图

特雷格拉米斯的时区为UTC+01:00、UTC+02:00（夏令时）。

## 行政
特雷格拉米斯的邮政编码为22540，INSEE市镇编码为22354。

## 政治
特雷格拉米斯所属的省级选区为卡拉克县。

## 人口

1962-2008年间特雷格拉米斯人口变化图示

特雷格拉米斯于2022年1月1日时的人口数量为1100人。